# Nya Tidningen
Nya Tidningen var ett liberalt veckoblad som utkom i Helsingfors 1922–1926. 
Huvudredaktören Hjalmar Dahl och redaktionssekreteraren Axel Grönvik gjorde på kort tid tidningen till ett modernt och uppmärksammat debattorgan. Som kåsör medverkade pseudonymen Läktar-Jakob (J.J. Huldén).